# Jerzy Czeladyn
Jerzy Czeladyn (ur. 7 marca 1946 w Mönchengladbach) – polski gitarzysta rockowy i rhythm and bluesowy. Grywał także na fortepianie.

## Życiorys
Absolwent Wyższej Szkoły Ekonomicznej we Wrocławiu. Wywodzi się z tamtejszego środowiska muzycznego i grał w zespołach: Widma (1963–1965), Wisusy (1965–1967), aż w końcu trafił do wpływowej grupy Elar 5 (1967–1971), która była wielokrotnie nagradzana, i z którą gitarzysta był m.in. laureatem „Złotej Gitary Miasta Wrocławia” i laureatem I miejsca na III Ogólnopolskim Przeglądzie Zespołów Muzyki Rozrywkowej w Gliwicach (1967). Ponadto w 1967 gościł w Telewizji Polskiej oraz wystąpił w Programie III Polskiego Radia w audycji radiowej poświęconej jej działalności. W tym okresie zespół zaczął regularnie występować we wrocławskim klubie studenckim Pałacyk, a także w wielu innych klubach wrocławskich (Piwnica Świdnicka, Społem i in.). Wiosną 1968 roku wewnątrz grupy doszło do poważnej awantury w wyniku której Waldemar Domagała przeforsował własną wizję dalszej działalności, w wyniku której doszło do reorganizacji składu zespołu. We wrześniu tegoż roku odmieniony ELAR (już bez „5” w nazwie) powrócił w składzie, który oprócz gitarzysty tworzyli: Waldemar Domagała (śpiew, gitara, harmonijka ustna, flet), Kazimierz Tomys (gitara basowa) i Grzegorz Zydel (perkusja), niegdyś również członek grupy Widma. Jeszcze w 1968 r. powstały nagrania studyjne zespołu, zarejestrowane dla Redakcji Muzycznej Polskiego Radia w Warszawie, m.in. Moloch (sł. A. Kuryło) i Wrocławski czas (sł. R. Wojtyłło), które obrazują najbardziej dojrzałe artystycznie i muzycznie oblicze wrocławskiej formacji. Muzyk zaś rozwijał w nich solówki gitarowe razem z rozbudowanymi partiami improwizacyjnymi zespołu, które wówczas stanowiły novum, podobnie jak czas trwania każdego z utworów (około 5-6 minut), wychodzący poza schemat 3-minutowej piosenki. W tym okresie ELAR zajął I miejsce na Wrocławskiej Giełdzie Piosenki. W maju 1969 roku zespół zdobywa IV nagrodę w konkursie "Estrada Studencka '69" w ramach IV Festiwalu Kultury Studentów PRL w Krakowie za wykonanie utworów Komu kwitną chabry i Moloch. Dociera także do półfinału II Młodzieżowego Festiwalu Muzycznego. W listopadzie 1969 r. występuje jako jedna z czterdziestu polskich grup rockowych na prestiżowym I OFAB w Kaliszu. Nagrywa też w PR Wrocław.
W artykule o zespole, zamieszczonym w czasopiśmie Jazz z listopada 1969 roku, gitarzysta przyznał się do fascynacji bluesem oraz dokonaniami Jethro Tull i Ten Years After. Szczególnie cenił sobie także kunszt dwóch instrumentalistów, a byli to: Peter Green z Fleetwood Mac i Ian Anderson z Jethro Tull. 
Grał na gitarze marki Jolana, następnie na gitarze własnej roboty i na gitarze będącej kopią marki Gretsch. Ponadto używał wzmacniacza 100 W, który został przerobiony przez Wojciecha Hornowicza oraz efekty gitarowe fuzz i wah-wah w pedale od maszyny do szycia również autorstwa Hornowicza. Zespół ELAR zakończył swą działalność w początkach 1971 roku.